# The Lady from Dubuque
The Lady from Dubuque è un'opera teatrale di Edward Albee, debuttata a Broadway nel 1980

## Trama

### Primo atto
Due giovani coppie di sposi, Fred e Carol e Lucinda ed Edgar, sono ospiti dei loro amici Sam e Jo e tutti e sei stanno giocando a Twenty Questions (un gioco in cui i giocatori hanno a disposizione venti domande per indovinare il personaggio o l'oggetto segreto a cui il rivale sta pensando). Il nervosismo di Jo è evidente e, grazie al gioco, si scopre la motivazione: la giovane donna soffre di una malattia mortale. Dopo che i continui battibecchi hanno spinto gli ospiti ad andarsi, Sam porta la moglie a letto. All'improvviso, una coppia più matura compare dalle quinte: la distinta Elizabeth e il suo compagno di colore Oscar. Come se avesse saputo del gioco, Elizabeth si rivolge al pubblico e lo interroga: "Siamo in tempo? E' questo il posto?". Si dà anche le risposte da sola: "Sì, siamo in tempo. Il posto è questo".

### Secondo atto
Sam è scioccato dall'apparizione della coppia e chiede l'identità degli intrusi. Elizabeth si presenta come la madre di Jo e afferma di essere venuta da Dubuque in Iowa per la morte della figlia. Sam dubita che la donna sia la suocera: Jo l'ha descritta come una donna minuta e con i capelli radi e rosa che vive in New Jersey. Rimane dunque molto sorpreso quando la moglie si getta tra le braccia della donna e la chiama mamma. Sam prova a farsi le sue ragioni, ma Jo lo ignora e accoglie la donna misteriosa - forse la Morte stessa - con affetto. Alla fine dell'atto, Oscar porta Jo in camera da letto e Sam, ancora perplesso e addolorato per l'imminente morte della moglie, chiede un'ultima volta chi è Elizabeth. La donna, stupita, risponde: "Cielo, sono la signora da Dubuque. Credevo lo sapessi". Poi, rivolgendosi al pubblico, "credevo lo sapesse".

## Produzioni
La produzione originale del dramma debuttò al Morosco Theatre di Broadway (New York), dove rimase in scena dal 31 gennaio al 9 febbraio 1980, per un modesto totale di otto anteprime e dodici repliche effettive. Alan Schneider curava la regia ed il cast era composto da: Celia Weston (Lucinda), Tony Musante (Sam), Frances Conroy (Jo), Baxter Harris (Fred), David Leary (Edgar), Maureen Anderman (Carol), Earle Hyman (Oscar) e Irene Worth (Elizabeth). Particolarmente apprezzate furono le interpretazioni di Maureen Anderman e Earle Hyman, entrambi candidati al Tony Award.
Dall'11 gennaio 10 febbraio 2007 un nuovo allestimento andò in scena al Seattle Repertory Theatre, con la regia di David Esbjornson e Carla Harting, Myra Carter, Kristin Flanders e Paul Morgan Stetler nel cast.
La prima britannica di The Lady from Dubuque andò in scena all'Haymarket Theatre di Londra il 6 marzo 2007. Anthony Page dirigeva un cast che annoverava Maggie Smith (Elizabeth), Catherine McCormack (Jo), Chris Larkin (Edgar), Robert Sella (Sam), Peter Francis James (Oscar), Vivienne Benesch (Lucinda), Jennifer Regan (Carol) e Glenn Fleshler (Fred).
Una nuova produzione andò in scena a New York nel 2012, al Signature Theatre Company dal 5 marzo al 15 aprile. Il cast era composto da: Jane Alexander (Elizabeth), Michael Hayden (Sam), Laila Robins (Jo), Peter Francis James (Oscar) e Catherine Curtain (Lucinda).